# Cotorra de Sierra Geral
La cotorra de Sierra Geral (Pyrrhura pfrimeri) és una espècie d'ocell de la família dels psitàcids els boscos de l'Estat de Goiás i l'Estat de Tocantins, al Brasil.